# Saison 1 d'Everwood
Chronologie
Saison 2
Cet article présente les épisodes de la première saison de la série télévisée américaine Everwood.

## Distribution de la saison

### Acteurs principaux
- Treat Williams (VF : Patrick Béthune) : Dr Andrew « Andy » Brown
- Gregory Smith (VF : François Creton) : Ephram Brown
- Emily VanCamp (VF : Chantal Macé) : Amy Abbott
- Debra Mooney (VF : Isabelle Leprince) : Edna Abbott Harper
- John Beasley (VF : Saïd Amadis) : Irv Harper
- Vivien Cardone (en) (VF : Lucile Boulanger) : Delia Brown
- Chris Pratt (VF : Charles Pestel) : Brighton « Bright » Abbott
- Tom Amandes (VF : Pascal Germain) : Dr Harold Abbott

### Acteurs récurrents
- Stephanie Niznik (VF : Juliette Degenne) : Nina Feeny
- Merrilyn Gann (VF : Coco Noël) : Rose Abbott
- Nora Zehetner : Laynie Hart

## Épisodes

### Épisode 1:Un nouveau foyer
- Lee Garlington (Brenda Baxworth)
- Brenda Strong (Julia Brown)
- Kevin Thompson (Samuel Feeney)
- Stafford Lawfrence (Mr. Greeley)
- Al Holt (Mr. Saddlebrook)
- Roberta Mauer-Phillips (Mrs. Saddlebrook)
- Gail Hanrahan (infirmière du Dr Brown)

### Épisode 2:Le Grand Docteur Brown
- Merrilyn Gann (Rose Abbott)
- Beth Grant (Miss Violet)
- Keone Young (Gino)
- Victoria Mallory (Mrs. Dudley)
- Steve Anderson (Thurman Revere)

### Épisode 3:Prendre et donner
- Cody McMains (Wendell)
- Bret Loehr (Magilla)
- John Aylward (Walter Cunningham)
- Katie Millar (Paige)
- Valerie Welcker (Kayla)

### Épisode 4:Le Pont du baiser
- Cody McMains (Wendell)
- Bret Loehr (Magilla)
- Jan Broberg (Louise)
- Katie Millar (Paige)
- Valerie Welcker (Kayla)

### Épisode 5:Les Chemins de la vie
- Beth Grant (Miss Violet)
- Bret Loehr (Magilla)
- Jan Broberg (Louise)
- Jeff Olson (Davenport)
- J.R. Moore (Elmer)
- Robert Conder (Commandant Busto)

### Épisode 6:La Forteresse
- Merrilyn Gann (Rose Abbott)
- Bret Loehr (Magilla)
- Nancy Everhard (Sharon Hart)
- Jane Krakowski (Dr Gretchen Trott)
- Michael Flynn (James Hart)
- Jan Broberg (Louise)

### Épisode 7:Un poids trop lourd à porter
- Merrilyn Gann (Rose Abbott)
- Mike Erwin (Colin Hart)
- Nancy Everhard (Sharon Hart)
- Jane Krakowski (Dr Gretchen Trott)
- Michael Flynn (James Hart)
- Lamont Thompson (Dr Brian Holderman)

### Épisode 8:Jusqu'à ce que la mort nous sépare
- Merrilyn Gann (Rose Abbott)
- Mike Erwin (Colin Hart)
- Melinda Clarke (Sally Keyes)
- Tim DeKay (Rev. Keyes)
- Anne Sward (Ms. Caleb)

### Épisode 9:Pêche à la mouche
- Nancy Everhard (Sharon Hart)
- Walter Olkewicz (Mike O'Connell)
- Eric Ian Goldberg (Ben O'Connell)
- Doris Belack (Ruth Hoffman)
- Mark Rydell (Jacob Hoffman)
- Micaela Nelligan (Martha Thompson)
- Curt Doussett (Officier de police)

### Épisode 10:L'Heure du combat
- Doris Belack (Ruth Hoffman)
- Mark Rydell (Jacob Hoffman)
- Stephanie Niznik (Nina Feeny)
- Lee Garlington (Brenda Baxworth)
- Merrilyn Gann (Rose Abbott)

### Épisode 11:Un conte de Thanksgiving
- Stephanie Niznik (Nina Feeny)
- John Savage (Daniel Maxwell)
- Robert Peters (Marty Maxwell)
- Jensen Buchanan (Roxanne Maxwell)
- Merrilyn Gann (Rose Abbott)
- Ryan Armstrong (Sam Feeney)

### Épisode 12:État végétatif
- Stephanie Niznik (Nina Feeny)
- Mike Erwin (Colin Hart)
- Merrilyn Gann (Rose Abbott)
- Ryan Armstrong (Sam Feeney)

### Épisode 13:Le Prix de la gloire
- Stephanie Niznik (Nina Feeny)
- Mike Erwin (Colin Hart)
- Cody McMains (Wendell)
- Lee Garlington (Brenda Baxworth)
- Joanna Cassidy (Evelyn Rowser)

### Épisode 14:Colin le second
- Stephanie Niznik (Nina Feeny)
- Dylan Walsh (Carl Feeney)
- Mike Erwin (Colin Hart)
- Valerie Welcker (Kayla)
- Katie Millar (Page)

### Épisode 15:Un week end à la neige
- Stephanie Niznik (Nina Feeny)
- Mike Erwin (Colin Hart)
- Tim DeKay (Rev. Tom Keyes)
- Devon Reilly (Gemma)
- Nora Zehetner (Laynie Hart)
- Chris Owen (Guy)
- Nancy Everhard (Sharon Hart)

### Épisode 16:La Saint Valentin
- Jane Krakowski (Dr Gretchen Trott)
- Stephanie Niznik (Nina Feeney)
- Nora Zehetner (Laynie Hart)
- Mike Erwin (Colin Hart)
- Oscar Rowland (Mort)
- Andreé O'Shea (Mrs. Gibbons)
- Annette Wright (Everwoody)
- Adam Huss (Waiter)

### Épisode 17:Meurtre mystérieux à Everwood
- Nora Zehetner (Laynie Hart)
- Ian Vogt (Matthew Lansing)
- Aaron Brown (lui-même)
- Luke Askew (Marvin Harrison)
- Steve O'Neill (Roger Murphy)

### Épisode 18:Dévoilements
- Mike Erwin (Colin Hart)
- Merrilyn Gann (Rose Abbott)
- Nora Zehetner (Laynie Hart)
- Nancy Everhard (Sharon Hart)
- Ryan Armstrong (Sam Feeny)
- Ian Vogt (Matthew Lansing)
- Brenda Strong (Julia Brown)

### Épisode 19:Le Miracle d'Everwood
- Scott Christopher (Coach Austin)
- Ian Vogt (Matthew Lansing)
- Beth Grant (Miss Violet)
- Micaela T. Nelligan (Martha)
- Mike Erwin (Colin Hart)

### Épisode 20:Sonate au clair de lune
- Ian Vogt (Matthew Lansing)
- Mike Erwin (Colin Hart)
- Kate Mara (Kate)
- Dan Merket (Chuck Dodd)
- Merrilyn Gann (Rose Abbott)
- Adam Clinton (Dwayne)
- Greg Ilk (Richie)

### Épisode 21:Cas de conscience
- Kevin Tighe (Joe Morris)
- Kate Mara (Kate Morris)
- Stephanie Niznik (Nina Feeny)
- Nancy Everhard (Sharon Hart)
- Devon Reilly (Gemma)
- Mike Erwin (Colin Hart)

### Épisode 22:Mon père ce tortionnaire
- Mike Erwin (Colin Hart)
- Nancy Everhard (Sharon Hart)
- Ryan Armstrong (Sam Feeny)
- Stephanie Niznik (Nina Feeney)
- Dylan Walsh (Carl Feeney)

### Épisode 23:À la vie, à la mort
- Philip Baker Hall (Dr Donald Douglas)
- Mike Erwin (Colin Hart)
- Merrilyn Gann (Rose Abbott)
- Nancy Everhard (Sharon Hart)
- Stephanie Niznik (Nina Feeney)